# Brandenburger Tor
Brandenburger Tor er den største og den sidste bevarede byport i Berlin. Der var oprindeligt 18 byporte på den gamle toldmur, som bestod fra det 18. til midten af det 19. århundrede.
Den første port var opført i 1731. Den fik en nyklassicistisk stil i 1788-91 efter tegninger udført af Carl Gotthard Langhans. Porten er 26 meter høj og 66 meter bred. Facaden af sandsten var oprindeligt malet hvid. Det kostede 110.902 Taler, 20 Groschen og 10 Pfennige at bygge Brandenburger Tor, som står på Pariser Platz for enden af Unter den Linden og Charlottenburger Chaussee, nu Straße des 17. Juni.
Oprindeligt skulle porten have heddet "Frihedsporten", mens quadrigaen (firspandet) øverst på porten, udført af Johann Gottfried Schadow, skulle forestille "Fredens triumf". Men blot 12 år efter opførelsen var freden slut. Napoleon lod i 1806 efter indtagelsen af Berlin quadrigaen slæbe med til Paris som krigsbytte. Den kom tilbage i 1814, efter Napoleons nederlag i slaget ved Leipzig. Quadrigaen blev atter stillet på porten, men Karl Friedrich Schinkel tilføjede et jernkors i laurbærkransen. Korset var tegnet af ham. Efter denne tid omtales skulpturen som sejrsgudinden Viktoria.
Under den kolde krig passerede Berlinmuren tæt vest om Brandenburger Tor, der således også blev et symbol på den delte by og den kolde krig. I 1987 holdt USA's præsident Ronald Reagan en tale foran porten på den vestlige side, hvor han udfordrede den sovjetiske leder Mikhail Gorbatjov med ordene "Mr. Gorbatjov – tear down this wall!" om Berlinmuren.

## Historie

### Design og konstruktion
I 1688), kort efter trediveårskrigen og et århundrede inden porten blev opført, var Berlin en lille by med en bymur, der lå inden for en stjernefæstning med adskillige porte kaldet Spandauer Tor, St. Georgen Tor, Stralower Tor, Cöpenicker Tor, Neues Tor og Leipziger Tor (se kortet). Relativ fred, religiøs tolerance og byens status som hovedstad i Kongeriget Preussen var afgørende for, at byen voksede.
Brandenburger Tor var ikke en del af den gamle Festung Berlin, men én af de 18 porte, som lå inden for Berlins toldmur (Akzisemauer), der blev opført i 1730'erne, inklusive den gamle bydel bag bymurene, og mange af de omkringliggende forstæder.
Den nye port blev bestilt af Frederick William 2. som et symbol på fred og blev oprindeligt kaldt Friedenstor (Fredsporten). Den blev tegnet af Carl Gotthard Langhans, der var hoffets overarkitekt, og den blev opført mellem 1788 og 1791, hvor den erstattede et tidligere noget simplere porthus, der flankerede den oprindelige port i toldmuren. Porten består af 12 doriske søjler, seks på hver side, hvilket skaber fem gennemgange i porten. Borgerne fik oprindeligt kun lov at benytte de to yderste passager i hver side. Designet blev baseret på propyléer, indgangen til Akropolis i Athen, Grækenland, og den er konsistent med Berlins historie med klassicistisk arkitektur (først barok og herefter ny-palladianisme. Porten var det første element af "Athen på Floden Spree" af arkitekten Langhans. På toppen af porten står et quadriga, et hestefirspand med en stridsvogn, der køres af den romerske gudinde for sejr Victoria.

### 1800- og første halvdel af 1900-tallet
Brandeburger Tor har spillet forskellige politiske roller i Tysklands historie. Efter Preussens nederlag til Napoleon i slaget ved Jena-Auerstedt 1806, benyttede Napoleon, som den første, Brandburger Tor til et triumfoptog, og han bragte portens quadriga til Paris.
Efter Napoleon blev besejret i 1814, og Preussen besatte Paris under general Ernst von Pfuel blev quadrigaen flyttet tilbage til Berlin. Den blev gendesignet af Karl Friedrich Schinkel til sin nye rolle på Brandenburger Tor som Preussens triumfbue: Gudinden, det nu med sikkerhed var Victoria, blev udstyret med |den preussiske ørn og jernkorset på sin lanse med en krans af egeblade.
Quadriga-skulpturen er vendt mod øst, hvilket også var tilfældet, da den oprindeligt blev opsat i 1793. Kun kongefamilien havde lov til at passere igennem Brandeburger Tor i den midterste bue, samt medlemmer af Pfuel-familien fra 1814 til 1919. Kejseren tildelte denne ære til familien i taknemmelighed over Ernst von Pfuel, der havde sørget for, at quadriga-figuren var kommet tilbage på toppen af porten. Derudover blev den midterste del af porten også brugt til ambassadørers hestevvogne, når de skulle præsentere deres kreditbrev for rådet.
Da nazisterne tog magten brugte de Brandenburger Tor som et symbol for partiet. Porten overlevede anden verdenskrig og var en af de to beskadigede bygninger, der stadig stod på Pariser Platz i 1945, hvor den anden var Akademie der Künste. Den var dog temmelig ødelagt med mange huller i søjlerne fra skud og eksplosioner. Kun ét af hovederne fra den oprindelige quadriga overlevede, og det findes i dag i Märkisches Museums samling.

### Den kolde krig
Efter Tyskland overgav sig og afslutningen på anden verdenskrig, renoverede regeringerne i Østberlin og Vestberlin Brandenburger Tor sammen. Skudhullerne blev fyldt ud, men var synlige i mange år efter krigen.
Biler og fodgængeren kunne passere frit igennem porten, der lå i Østberlin, indtil dagen efter konstruktionen af Berlinmuren begyndte den 13. august 1961. Vestberlinerne samledes om den vestlige side af porten for at demonstrere imod Berlinmuren, og blandt dem var Vestberlins borgmester Willy Brandt, der var kommet hjem fra en valgkampagne i Vesttyskland tidligere samme dag. Porten var lukket i hele den periode, hvor muren stod frem til murens fald den 22. december 1989.

### Efter 1989
Efter at Berlinmuren blev revet ned kom Brandenburger Tor til at symbolisere frihed og ønsket om at forene Berlin. Tusindvis af mennesker samledes ved muren for at fejre dens fald den 9. november 1989. Den 22. december blev grænsen ved Brandenbruger Tor genåbnet, da den daværende vesttyske kansler Helmut Kohl gik igennem den for at blive mødt af Hans Modrow, der var chef for den sidste regering i DDR. Nedrivningen af resten af muren i dette område forløb over det efterfølgende år.
I 1990 blev quadriga-skulpturen fjernet fra porten som en del af renoveringsarbejde, der blev udført af de østtyske myndigheder efter murens fald i november 1989. Tyskland blev officielt genforenet i oktober 1990.
Brandenburger Tor blev renoveret for €6 mio. fra 21. december 2000 og frem til den 3. oktober 2002 til 12-årsdagen for Tysklands genforening. Denne renovering var privat finansieret.
Brandenburger Tor blev det primære sted for fejringen for 20-året for murens fald eller "Festival of Freedom" om aftenen den 9. november 2009. Højdepunktet ved denne begivenhed var, da over 1000 farverige dominobrikker i skum, der hver var over 2,5 m høje, blev stillet op på en rute som svarede til murens placering, blev væltet.
I dag er Brandeburger Tor atter lukket for biltrafik, ligesom en stor del af Pariser Platz er blevet bygget om til et brostensbelagt fodgængerområde. Porten samt den brede gade Straße des 17. Juni mod vest er også et af de store offentlige områder i Berlin, hvor over en million personer kan samles og se store shows og holde fester, se store sportsbegivenheder på storskærm eller fyrværkeri i anledning af nytårsaften. Normalt er det også ved Brandenburger Tor, at målstregen for Berlin Marathon er placeret.
Efter Tysklands fodboldlandsholds havde vundet VM i fodbold 2014 fejrede de deres sejr foran porten. Der var flere arrangmenter ved Brandenburger Tor under VM i atletik 2009 og igen i EM i atletik i 2018.

## Politisk historie
Fra 1945 til 1957 var der placeret et sovjetisk flag på toppen af porten, hvor det erstattede det østtyske flag. Siden genforeningen af Tyskland i oktober 1990 har flaget og flagstangen været fjernet. Ved oprørerne i 1953 i Østberlin blev det sovjetetiske flag revet ned af vesttyskere.
I 1963 besøgte den amerikanske præsident John F. Kennedy Brandenburger Tor. I den forbindelse af DDR's myndigheder opsat store røde bannere på Brandenburger Tor, for at forhindre ham i at se ind i Østberlin.
I 1980'erne sagde Richard von Weizsäcker, der var borgmester i Vestberlin,: "Det tyske spørgsmål står åbent, så længe Brandeburger Tor er lukket."
Den 12. juni 1987 holdt den amerikanske præsident Ronald Reagan ved Brandenburger Tor til Vestberlin, hvor han krævede at Berlinmuren skulle rives ned. Han adresserede generalsekretæren i Sovjetunionens kommunistiske parti Mikhail Gorbachev, da han sagde:
| Citat | Generalsekretær Gorbachev, hvis du søger fred, hvis du søger velstand for Sovjetunionen og Østeuropa, hvis du søger liberalisering: Kom til denne port! Mr. Gorbachev, åben denne port! Mr. Gorbachev, riv denne mur ned! | Citat |
|       | |       |

Den 25. december 1989, mindre end 2 måneder efter Berlinmuren faldt, dirigerede den amerikanske komponist og dirigent Leonard Bernstein symfoniorkestret Berliner Philharmonikerne i en version af Ludwig van Beethovens 9. symfoni ved den nyåbnede Brandenburger Tor. Til at afslutte koret i symfonien blev "Ode to Joy", blev ordet Freude ("Glæde") erstattet med Freiheit ("Frihed") for at fejre murens fald og den forestående genforening af Tyskland.
Den 2.-3. oktober 1990 blev den officielle ceremoni, der markerede Tysklands genforening, afholdt ved Brandenburger Tor. Ved slaget 12 (ved midnat) den 3. oktober blev det sort-røde-gule flag for Vesttyskland, der nu var det genforenede Tysklands flag, hejst over porten.
Den 12. juli 1994 holdt den amerikanske præsident Bill Clinton en tale ved Brandeburger Tor om freden efter den kolde krig i Europa.
Den 9. november 2009 gik den tyske kansler Angela Merkel igennem Brandenburger Tor med den tidligere leder af Sovjetunionen Mikhail Gorbatjov og Polens Lech Wałęsa som en del af fejringen for 20-året for Berlinmurens fald.
Den 13. august 2011 markerede Tyskland 50-året for opførslen af Berlinmuren, hvilket startede med en mindeseance med 1 minuts stilhed for de mennesker, der døde i deres forsøg på at flygte til vesten, hvilket foregik ved porten.
Den 19. juni 2013 holdt den amerikanske præsident Barack Obama en tale ved Brandeburger Tor om nedrustning af atomvåben og den amerikanske overvågning af internetaktiviteter.
Natten til den 5. januar 2015 blev lysene på porten slukket i protest mod en demonstration afholdt af højreekstremistiske antiislamiske gruppe Pegida.
Bystyret lader dog kun porten belyse i særlige farver for begivenheder i venskabsbyer og i byer med særlig forbindelse til Berlin.Porten har blandt andet været belyst med landenes farver efter angreb i Jerusalem, Israel og Orlando, USA.

## Galleri
- Panoramabillede af Brandenburger Tor ved nattetid
- Brandenburger Tor ved midnat
- Napoleon passerer igennem Brandenburger Tor i 1806
- Brandenburger Tor i 1930'erne
- I 1984 blev Østberlinerne og andre holdt væk fra Brandenburger Tor, som de kun kunne se fra denne afstand
- Berlinmuren foran Brandenburger Tor kort før murens fald i 1989
- Porten med Pariser Platz foran
- Brandenburger Tor ses fra tagterassen på Rigsdagsbygningen i Berlin
- Brandenburger Tor i 2003
- Quadriga-skulpturen med skyskraberne på Potsdamer Platz i baggrunden
- Brandenburger Tor oplyst i de franske flags farver efter terrorangrebene i Paris november 2015
- Quadriga-skulpturen på toppen af porten